# Anne von der Heiden
Anne von der Heiden (* 1968) ist eine deutsche Medien- und Kunstwissenschaftlerin und Professorin in Linz.

## Leben
Anne von der Heiden wurde mit der Arbeit Die negative Ökonomie des Heils. 'Jud Süß' und die Medien an der Ruhr-Universität Bochum im Fach Medienwissenschaft promoviert. Sie war wissenschaftliche Assistentin von Slavoj Žižek am Kulturwissenschaftlichen Institut des Wissenschaftszentrums NRW, Fellow in Residence am Kolleg Friedrich Nietzsche der Stiftung Weimarer Klassik, Post-Doc-Stipendiatin am Graduiertenkolleg „Bild Körper Medium“ am Institut für Kunstwissenschaft an der Staatlichen Hochschule für Gestaltung Karlsruhe, Wissenschaftliche Geschäftsführerin des internationalen Forschungsprojekts „The Post-Communist Condition“ am Zentrum für Kunst und Medientechnologie Karlsruhe und Leiterin der Forschungsgruppe „Das Leben schreiben. Medientechnologie und die Wissenschaften vom Leben 1800-1900“ an der Bauhaus-Universität Weimar und Dozentin am Institut für Medienwissenschaft (ifm) der Universität Basel. 2002 war sie Fellow des Kollegs Friedrich Nietzsche zum Thema »Die Passion des Realen. Bausteine zu einer philosophischen Diagnose der Gegenwart«.
Im Jahre 2008 war von der Heiden wissenschaftliche Koordinatorin des Graduiertenprogramms Pro*Doc „Art & Science“ an der Universität Zürich und im Wintersemester 2008/2009 vertrat sie die Professur für Kultur- und Medienwissenschaft an der Kunsthochschule für Medien in Köln. Seit Sommersemester 2009 ist von der Heiden Professorin für Kunst- und Medienwissenschaft an der Hochschule München. Seit dem Wintersemester 2010 ist sie Professorin für Kunstgeschichte und Kunsttheorie an der Kunstuniversität Linz.

## Publikationen
- Anne von der Heiden: Der Jude als Medium. „Jud Süß“. diaphanes Verlag. Zürich und Berlin 2005, ISBN 3-935300-72-7.
- Anne von der Heiden: Ästhetik und Verantwortung. Verlag Die Blaue Eule, Essen 1994, ISBN 3-89206-565-9.
- Anne von der Heiden, Christian Geulen und Burkhard Liebsch: Vom Sinn der Feindschaft. Akademie Verlag, Berlin 2002, ISBN 3-05-003761-X.
- Anne von der Heiden, Forschungsprojekt: The Post-Communist Condition (Hrsg.): Privatisierungen. Zeitgenössische Kunst aus Osteuropa. (Ausstellungskatalog zu Film und Fotografie aus Osteuropa.) Revolver Verlag. Frankfurt a. M. 2004.
- Boris Groys und Aage Hansen-Löve (Hrsg.), Anne von der Heiden (Mitarbeit): Am Nullpunkt. Positionen der russischen Avantgarde. Suhrkamp Verlag, Frankfurt a. M. 2005, ISBN 3-518-29364-8.
- Boris Groys und Michael Hagemeister (Hrsg.), Anne von der Heiden (Mitarbeit): Die Neue Menschheit. Biopolitische Utopien im Russland zu Beginn des 20. Jahrhunderts. Suhrkamp Verlag. Frankfurt a. M. 2005, ISBN 3-518-29363-X.
- Anne von der Heiden, Boris Groys und Peter Weibel: Zurück aus der Zukunft. Osteuropäische Kulturen im Zeitalter des Postkommunismus. Suhrkamp Verlag, Frankfurt a. M. 2005, ISBN 3-518-12452-8.
- Anne von der Heiden und Claudia Blümle: Blickzähmung und Augentäuschung. Zu Jacques Lacans Bildtheorie. diaphanes Verlag, Zürich und Berlin 2005, ISBN 3-935300-80-8.
- Anne von der Heiden: per imaginem. Bildlichkeit und Souveränität. diaphanes Verlag, Zürich und Berlin 2005, ISBN 3-935300-81-6.
- Anne von der Heiden: Privatisations. Contemporary Art from Eastern Europe. (Ausstellungskatalog zu Film und Fotografie aus Osteuropa, überarbeitete englische Fassung). Revolver Verlag. Frankfurt 2005.
- Anne von der Heiden: Ideologische Mechanismen der Gewalt. VDG Verlag, Weimar 2006, ISBN 3-89739-521-5.
- Anne von der Heiden und Joseph Vogl: Politische Zoologie. diaphanes Verlag, Zürich und Berlin 2007, ISBN 3-935300-94-8.
- Roger Caillois: Der Fluss Alpheios. Aus dem Franz. v. Rainer G. Schmidt, hg. v. Anne von der Heiden u. Sarah Kolb. Brinkmann & Bose, Berlin 2016, ISBN 978-3-940048-28-8.